# Stadtgebiet Zentrum (Plauen)
Das Stadtgebiet Zentrum ist eines von fünf Stadtgebieten der Stadt Plauen in Sachsen. Es gliedert sich in sechs Ortsteile.

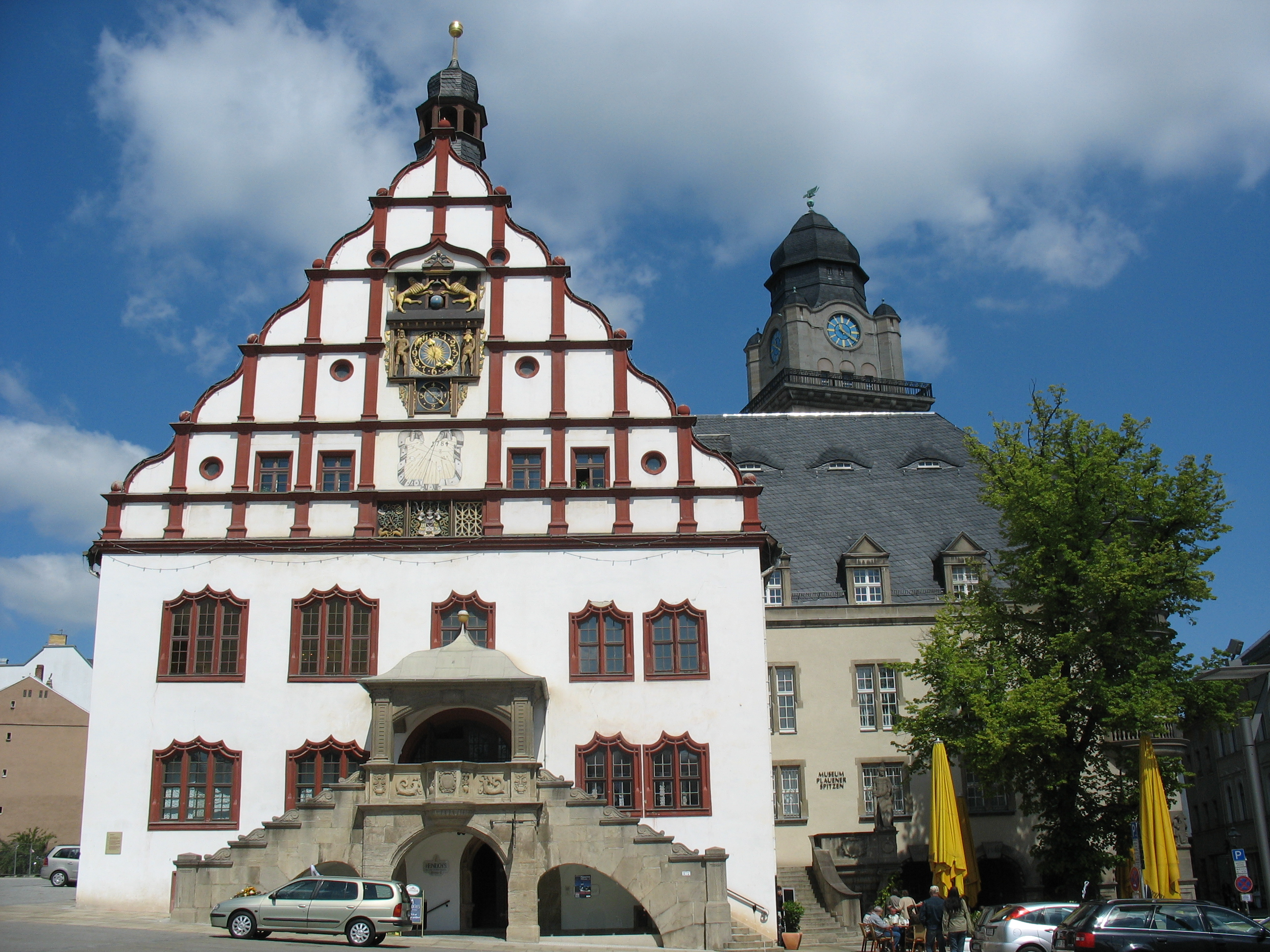
Das Alte Rathaus in der Altstadt

Das Stadtgebiet wird von der Weißen Elster und dem Syrabach durchflossen. Dort befindet sich auch die historische Altstadt mit dem Altmarkt, dem ehemaligen Topfmarkt und dem Vogtlandmuseum. Bekannte Bauwerke des Stadtgebiets sind das Alte und das Neue Rathaus, die Friedensbrücke (als Grenze zum Stadtgebiet West) sowie die Lutherkirche, die Johanniskirche, das wieder aufgebaute Komturgebäude des Deutschen Ritterordens, das Malzhaus und die Reste des Schlosses der Vögte.

## Ortsteile
| Stadtteil        | Stadtteilnummer | Gemarkungsschlüssel | Postleitzahlen      | Fläche [m²] Stand: 31. Dez. 2011 | Bemerkungen |
| ---------------- | --------------- | ------------------- | ------------------- | -------------------------------- | ----------- |
| Altstadt         | 101             |                     | 08523, 08527        |                                  |             |
| Bahnhofsvorstadt | 102             |                     | 08523, 08525, 08527 |                                  |             |
| Dobenau          | 103             |                     | 08523               |                                  |             |
| Neustadt         | 104             |                     | 08523, 08527        |                                  |             |
| Obere Aue        | 105             |                     | 08523, 08527        |                                  |             |
| Schloßberg       | 106             |                     | 08523               |                                  |             |

Quelle: Amtlicher Statistikbericht der Stadt Plauen 2012